# Leinestraße (metrostation)
Leinestraße is een station van de metro van Berlijn, gelegen onder de Hermannstraße, nabij de kruising met de Leinestraße, in het Berlijnse stadsdeel Neukölln.
Het metrostation opende op 4 augustus 1929 als "voorlopig" zuidelijk eindpunt van lijn D, de huidige U8. Door diverse omstandigheden zou Leinestraße echter 67 jaar lang het eindstation van de lijn blijven.
De bouw van lijn D, ook bekend als GN-Bahn (van Gesundbrunnen-Neukölln), verliep bepaald niet op rolletjes. Na de Eerste Wereldoorlog ging de AEG-Schnellbahn-AG, dochteronderneming van AEG en eigenaar van de nog in aanbouw zijnde lijn, failliet en werden de werkzaamheden stilgelegd. Het project verviel aan de stad Berlijn, die de bouw vanwege haar eigen financiële situatie pas in 1926 weer kon oppakken. Op 17 juli 1927 kon in het zuiden van de stad het eerste, slechts anderhalve kilometer lange traject Schönleinstraße - Hermannplatz - Boddinstraße in gebruik genomen worden. In kleine etappes werd de lijn vervolgens verlengd, eerst naar het noorden, en op 4 augustus 1929 naar de Leinestraße, één station ten zuiden van het eerdere eindpunt Boddinstraße.
Meteen daarna begon men met de aanleg van de tunnel naar het 700 meter zuidelijker gelegen S-Bahnstation Hermannstraße. Al in de eerste plannen voor lijn D uit 1910 was dit station als zuidelijk eindpunt aangemerkt. Vanwege de economische crisis moesten de werkzaamheden in 1931 echter gestaakt worden. Op dat moment was de tunnel in ruwbouw gereed, evenals ongeveer een derde van metrostation Hermannstraße. De metrotunnel werd in station Leinestraße afgesloten met provisorische muren, later zou men er afgedankte treinstellen stallen. De ontbrekende schakel tussen metro en S-Bahn werd ten slotte pas na de Duitse hereniging gerealiseerd; sinds 13 juli 1996 is Leinestraße niet meer het eindpunt van de U8.

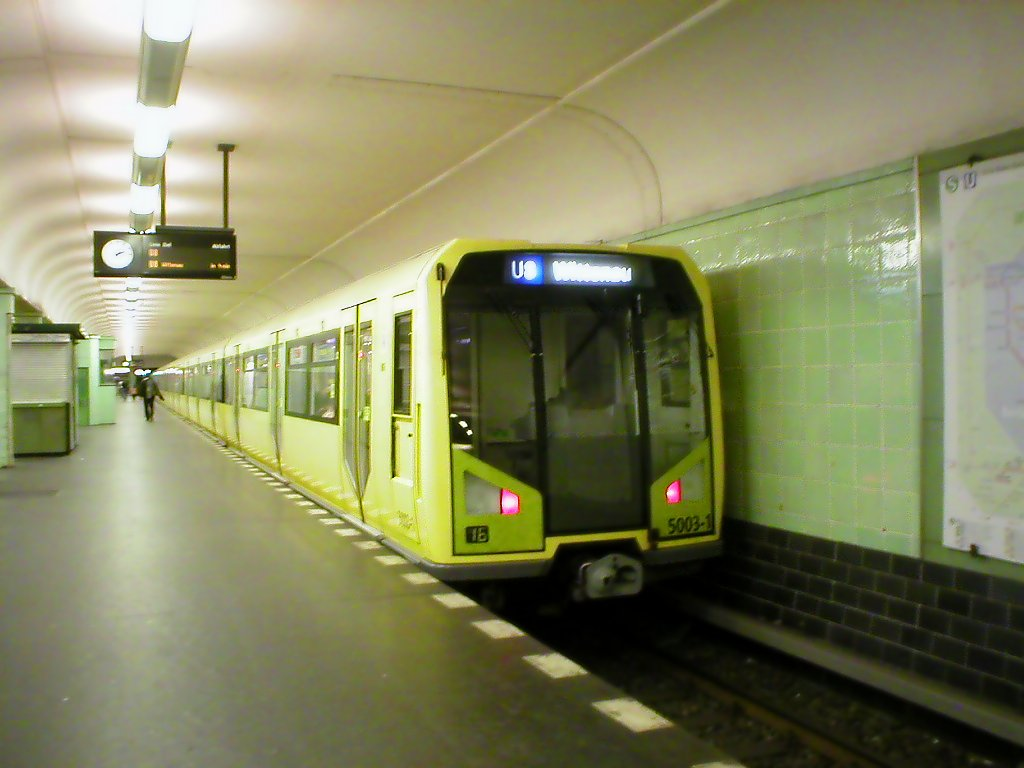
Een treinstel van het nieuwste type H stopt onderweg naar Wittenau in station Leinestraße.

Station Leinestraße, een beschermd monument, werd zoals alle stations van de GN-Bahn ontworpen door Alfred Grenander en Alfred Fehse. De architect ontwikkelde een standaardtype voor de lijn, waarvan Leinestraße, oorspronkelijk niet als eindpunt maar als eenvoudig doorgangsstation voorzien, een goed voorbeeld is. Net als in de stations Rosenthaler Platz, Heinrich-Heine-Straße en Schönleinstraße wordt het dak in twee gewelven verdeeld door een rij pilaren op het midden van het eilandperron. Een nieuwigheid van de stations van lijn D was de aanwezigheid van tussenverdiepingen; de oudere metrostations bevinden zich veelal op geringe diepte en hebben uitgangen die rechtstreeks naar de straat leiden. De stations van de GN-Bahn kregen ieder een eigen herkenningskleur, die Grenander echter niet, zoals hij eerder deed, in een vaste volgorde liet afwisselen. Station Leinestraße werd bekleed met lichtgroene, grote tegels, die zowel de wanden en de stalen steunpilaren als het voormalige personeelshuisje op het perron sieren. Aanvankelijk werd het personeelshuisje van onderaf belicht, waardoor het een opvallend element in de oorspronkelijk relatief donkere, diffuus verlichte ruimte vormde.
Het station is momenteel alleen bereikbaar via trappen, maar uiteindelijk moeten alle Berlijnse metrostations van een lift voorzien zijn. De inbouw van een lift in station Leinestraße zal volgens de prioriteitenlijst van de Berlijnse Senaat pas na 2010 plaatsvinden.